# Коронавірусна хвороба 2019 у Єгипті
Коронаві́русна хворо́ба 2019 у Єги́пті — розповсюдження пандемії коронавірусу територією Єгипту.
Перший випадок появи коронавірусної хвороби було виявлено на території Єгипту 14 лютого 2020 року.

## Хронологія

### 2020
26 січня було заборонено всі авіарейси з КНР до Єгипту.
14 лютого Міністерство охорони здоров'я Єгипту оголосило про перший випадок коронавірусу у країні в міжнародному аеропорту Каїра, інфікованим виявився китайський громадянин. Влада Єгипту повідомила Всесвітню організацію охорони здоров'я (ВООЗ), і пацієнт був поміщений у карантинну ізоляцію в лікарні. Згодом були вжиті профілактичні заходи для моніторингу тих, хто контактував з інфікованим, закажених серед них не було виявлено.
1 березня Катар заборонив всі рейси з Єгипту, крім громадян Катару, як запобіжний захід для запобігання поширенню SARS-CoV-2. Того ж дня Єгипет оголосив про виявлення другого випадку SARS-CoV-2
2 березня Кувейт оголосив, що перевірятиме всіх хто прибув з Єгипту та Сирії на SARS-CoV-2. За оцінками Egypt Watch, в Єгипті було зареєстровано 20 лабораторно підтверджених випадків SARS-CoV-2, про які повідомила Middle East Monitor 2 березня. Люди з підтвердженими випадками, як стверджувалося, утримуються у військових госпіталях, недоступних Міністерству охорони здоров'я Єгипту та офіційній статистиці охорони здоров'я, яка інформує ВООЗ. Підтверджені випадки, які нібито відсутні в офіційній статистиці, включали сім'ю у військовому госпіталі міста Танта та чотирьох людей у лікарні Каср Ель Ейні.
8 березня у Хургаді помер від коронавірусу 60-річний громадянин Німеччини, він став першою людиною з німецьким громадянством, яка померла від коронавірусу.
9 березня Всесвітня організація охорони здоров'я заявила, що у Єгипті було підтверджено 56 випадків захворювання. Того ж дня міністр туризму Єгипту заявив, що вони виявили 3 додаткові випадки, у людей котрі працюють у готелі.
12 березня Міністерство охорони здоров'я Єгипту оголосило про другу смерть від вірусу, а загальна кількість випадків інфікування сягнула 80.
13 березня Міністерство охорони здоров'я Єгипту оголосило, про один випадок одужання і 13 нових підтверджених випадків інфікування, загальна кількість інфікованих сягнула 93. Туніс офіційно додав Єгипет до списку районів спалаху хвороби, і закрив кордони для єгиптян та запровадив карантин для тих, хто прибуває з Єгипту.
16 березня міністр авіації Єгипту вирішив закрити аеропорти та призупинити всі авіаперельоти. Це рішення набрало чинності з 19 березня.
18 березня поліція затримала чотирьох активістів після того, як вони протестували перед штаб-квартирою кабінету міністрів, закликаючи звільнити політичних в'язнів, щоб захистити їх від поширення коронавірусу.
18 травня Єгипет почав посилювати карантин терміном на 6 днів, на період мусульманського свята Аль ад-Фітр. Так, початок комендантської години перенесли з 21:00 на 17:00, було закрито усі торговельні центри, магазини, ресторани, парки та пляжі, припинено роботу всього громадського транспорту.

### 2021
24 січня в країні почалася масова вакцинація вакциною з КНР виробництва Sinopharm. В першу чергу вакцину отримали лікарі та медпрацівники, що працюють з хворими COVID.
4 липня Єгипет послабив обмеження, готелям, кінотеатрам та ресторанам було дозволено приймати більше гостей, до 70 % відвідувачів від загальної кількості.
24 грудня було повторно послаблено правила в'їзду: для дітей віком до 12 років було скасовано вимогу надання ПЛР-тестів. 

## Круїзний корабель на річці Ніл

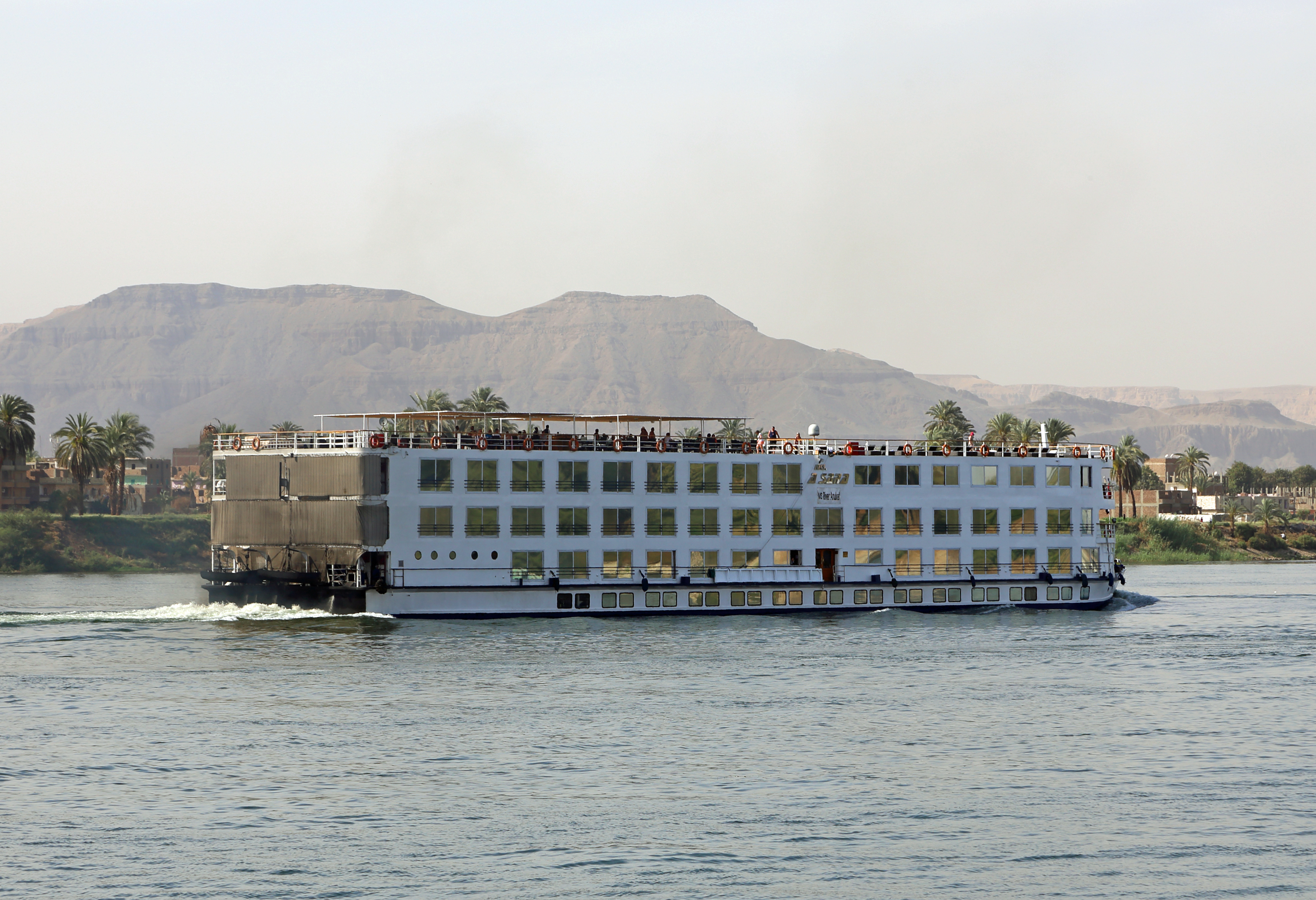
MS River Anuket, фото березнь 2018

6 березня Міністерство охорони здоров'я Єгипту та ВООЗ підтвердили 12 нових випадків захворювання на SARS-CoV-2. Інфіковані були серед єгипетського персоналу на борту круїзного корабля по річці Ніл, який плавав з Асуана до Луксору. Цей корабель широко відомий як MS River Anuket або «Асара». Усі хто мав позитивну реакцію на SARS-CoV-2, не виявляли жодних симптомів захворювання. Згідно з тестами, вірус поширився від тайваньсько-американського туриста на кораблі.
7 березня Міністерство охорони здоров'я Єгипту оголосило, що результати проб 45 осіб на борту дали позитивну реакцію на коронавірус, і що судно було поміщено на карантин біля причалу у місті Луксор.

## Оцінки кількості випадків захворювання
Фахівці з інфекційних захворювань Університету Торонто, які вивчали невідповідність між офіційними та ймовірними показниками зараження у Єгипті, оцінили, що станом на 15 березня розмір спалаху в Єгипті склав від 6270 до 45070 випадків зараження. Єгипетський уряд заперечив ці цифри і почав заарештовувати людей, котрі розповсюджують дані про більше поширення пандемії, ніж зазначається в офіційних джерелах.